# Иво Андровски
Иво Петков Андровски е български писател, историк и географ.

## Биография
Иво Андровски е роден на 7 март 1963 г. в град София. През 1980 г. завършва ЕСПУ „П.Р. Славейков“ в град Трявна. От 1985 до 1991 г. следва специалност „География“ в Софийския университет „Св. Климент Охридски“, а през 1999 г. завършва второ висше образование, специалност „История“.
Има публикувани исторически статии и стихотворения в: сп. „Аура“, „Български литературно-исторически алманах“, сп. „Матадор“, сп. „Мост“ (Сърбия), сп. „The bulgar times“ (Унгария) в поетическия сборник „Дамите канят“, в който са отпечатани стихотворения на поети, участвали в поетическите рецитали в Цариброд, на 20 юли 2007 г. и в София, на 5 декември 2007 г., в рамките на проекта „На разговор сред свои“. Негов носител е „Хелзинкски комитет за защита правата и свободите на българите в Сърбия“, с председател Зденка Тодорова. Публикува и в: исторически сборник със статии от научно практическата конференция „Българите от Молдова и Украйна - език, литература, история, култура и образование“ (изд. в Украйна), във вестниците: „Новия пулс“, „Дума“, „Родово имение“, „Роден край“ (Украйна), на сайта на волжките българи bulgarlar.com, град Казан, в рубриката „Български поети“ и др.
Участва в предавания на историческа тематика, в програмите „Облаче ле бяло“ и „Прокудени от бащин край“ на телевизия СКАТ, и в телевизия Евроком-Царевец.
През лятото на 2011 г. ръководи първата историко-археологическа експедиция на СУ „Св. Климент Охридски“ в Поволжието. Тя е осъществена по покана на правителството на Уляновска област, Комитета за културно наследство на Уляновска област и организацията „Българско възраждане“ от град Уляновск. Експедицията продължава от 9 юли до 9 август 2011 г. През това време заедно с преподаватели и студенти от ШУ „Епископ Константин Преславски“, с ръководител доц. Иво Топалилов, участва съвместно с археолози от УлГПУ, СГУ, ТГУ, в разкопки на две български крепости в региона – „Чертов городок“ до село Кременки на левия бряг на река Волга, и край село Нова Беденга, на десния бряг на реката. Едновременно с това извършва проучване на част от топонимите в региона, пътувания до градовете Болгар и Казан. В град Уляновск посещава археологически обекти в центъра на града и в района на автогарата, в които са разкрити български погребения, датиращи от края на 9 век. Участниците в експедицията събират значително количество историческа литература, която е донесена в България.
От 2003 до 2006 г. е член на редакционната колегия на „Български литературно-исторически алманах“. В периода от 2010 до 2011 г. е председател на Културно-просветно дружество за връзки с бесарабските и таврийските българи „Родолюбец“. През 2011 г. участва в основаването на Културен кръг „Слово“. Член е на Съюза на независимите български писатели.